# Осы бумажные

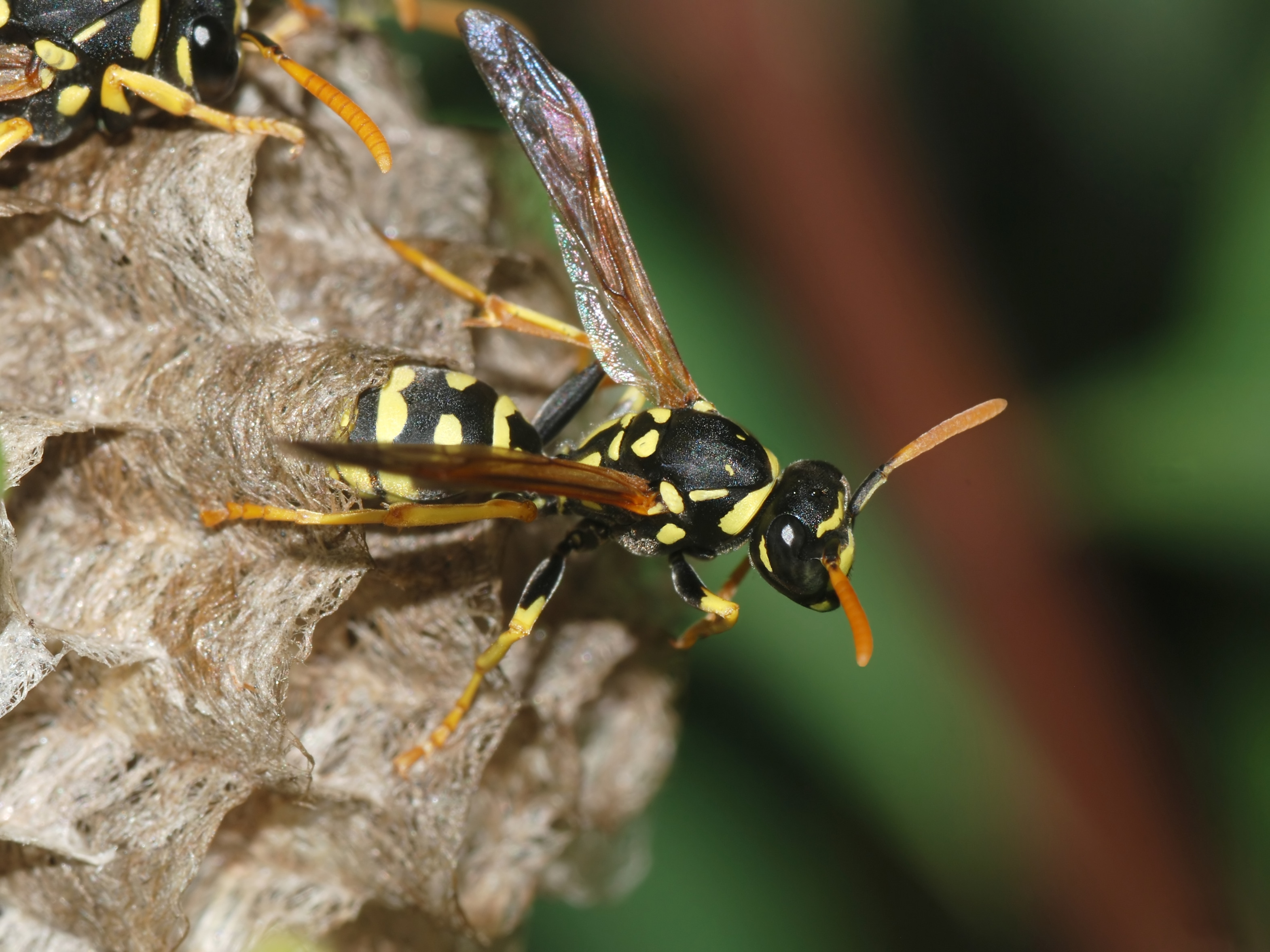
Молодая самка бумажной осы Polistes gallicus

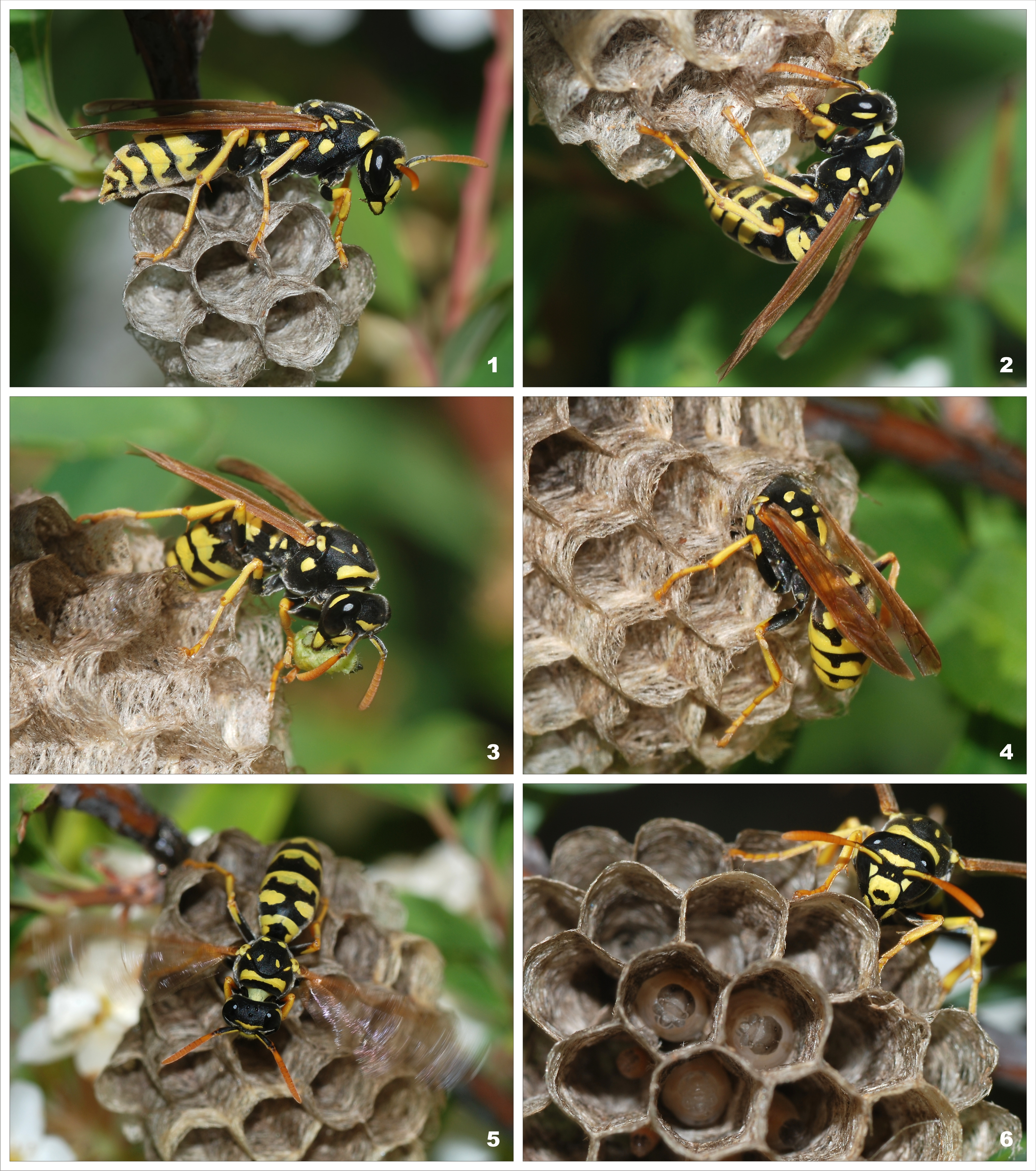
Молодая самка бумажной осы Polistes dominula начинает новую колонию

Бумажные осы, или общественные осы, — монофилетическая группа подсемейств из семейства Настоящих ос (Vespidae), представители которых используют для строительства своих гнёзд бумагу, которую делают сами, пережевывая и смачивая клейкой слюной волокна древесины. Включает два из пяти подсемейств настоящих ос: полистины и веспины (в последнее входят и шершни).

## Название
Второе название — «общественные осы», так как все они живут колониями, насчитывающими от нескольких десятков до нескольких сотен и даже тысяч ос. Летом колония состоит из матки, откладывающей яйца, и рабочих ос, выполняющих основные функции по обеспечению жизнедеятельности гнезда — добычу корма для личинок, защиту колонии от врагов.
Бумажными осами также называют род Polistes.

## Общая характеристика
Всего насчитывается чуть больше 1000 видов бумажных ос. Распространены по всему свету, в России их около 30 видов, наибольшее же их разнообразие сосредоточено в Юго-Восточной Азии и Южной Америке.
Взрослые осы кормятся нектаром цветов, выделениями тлей, соком фруктов. Личинок выкармливают насекомыми — мухами, муравьями, пчёлами, гусеницами, предварительно пережёвывая их.

## Строительство гнёзд

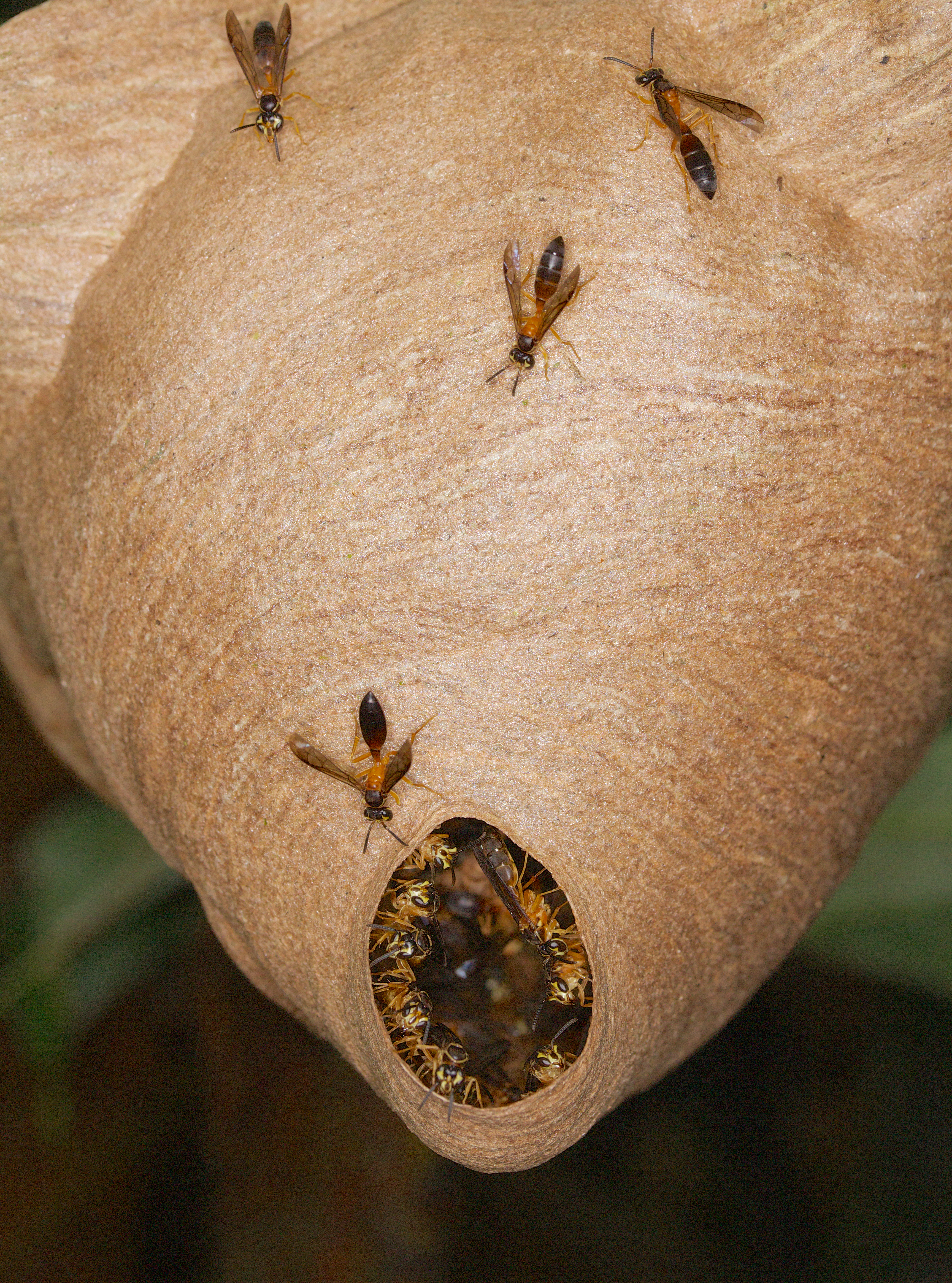
Гнездо тропических бумажных ос

Материал для строительства гнёзд осы добывают преимущественно из старых деревьев, пней и деревоматериалов, что обусловливает преимущественно серый цвет гнёзд. Осы, пятясь назад, соскребают челюстями частички волокон древесины. На соскребаемое место оса предварительно выпускает капельку слюны, которая размягчает древесину. Собрав комочек древесных волокон, оса переносит его к месту строительства гнезда. Здесь комочек повторно пережёвывается осой и обильно смачивается слюной. Далее оса садится на край ячейки гнезда и, прижав комочек к стенке гнезда, пятясь назад, раскатывает его в полоску. Затем, взяв полоску краями челюстей, начинает растягивать её в длину. В дальнейшем такие полоски прикрепляются одна к другой, формируя бумажную стенку.
Сооружение гнезда происходит в несколько этапов. Весной самка на выбранной ею основе сооружает т. н. стебелёк, на конце которого делает две ячейки. У основания стебелька сооружается постепенно расширяемая и углубляемая, формой напоминающую сперва чашу, а позднее сферу, внешняя оболочка. В сферической оболочке оставляется входное отверстие для осы. Вокруг первой сферической оболочки строится вторая большего размера. Таким образом происходит увеличение размеров гнезда. Далее возле первых двух ячеек самка сооружает другие, образуя соты. При увеличении числа сот самка убирает внутреннюю защитную оболочку.
Чем крупнее разрастается гнездо, тем больше старых защитных оболочек и ячеек внутри него уничтожается.
Соты внутри гнезда располагаются горизонтально и заняты ячейками только на одной нижней стороне.
Далее с увеличением размеров гнезда увеличивается и число его «этажей». Порой к концу летнего сезона в старых гнёздах могут находиться до десятка «этажей».
Бумажные осы могут сооружать «многоэтажные» соты, окружая их оболочкой, защищающей потомство от влияния колебаний температуры и влажности. Оболочка гнезда позволяет поддерживать внутри гнезда практически постоянную температуру около 30 °C.
Главная роль в постройке гнезда всё же принадлежит рабочим особям.

## Цикл развития
Первоначально сооружением гнезда и выкармливанием личинок занимается исключительно самка, основавшая колонию.
Сперва личинки питаются секретом, выделяемым зобной железой самки, позднее — насекомыми. Из первых личинок развиваются рабочие особи, отличающиеся меньшими размерами.

Стадии развития осы бумажной

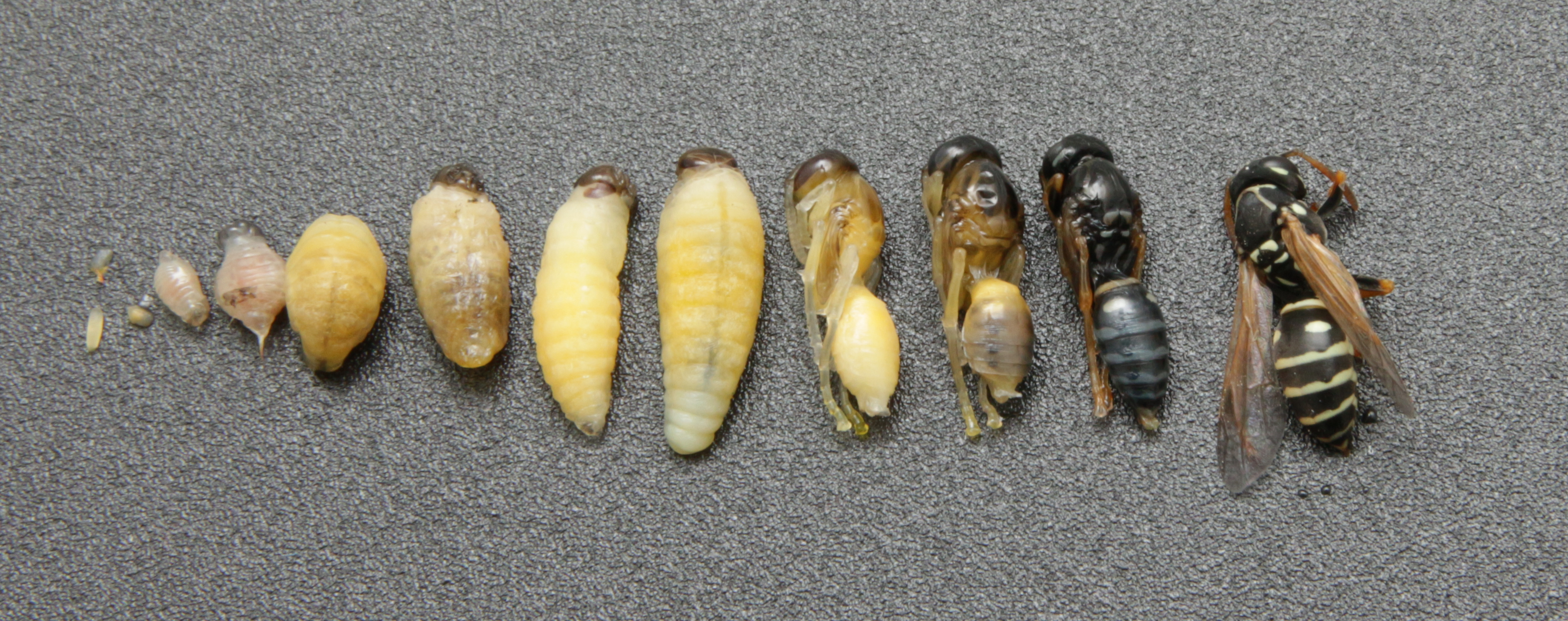
Стадии развития бумажной осы

Рабочие особи достраивают гнездо, а также осуществляют кормление новых личинок и самки. Пойманных и пережёванных насекомых рабочие осы несут в гнездо и кормят ими личинок и самку. Личинки же в ответ на кормление отрыгивают капельки слизываемой осами жидкости. Данный механизм обеспечивает развитие у ос трофаллаксиса — обмена пищей внутри особей одной колонии.
Полиэтизм у бумажных ос выражен слабо. Рабочие особи выполняют в гнезде различные функции. Если же убрать самку, то они начинают откладывать яйца вместо неё.
За один сезон численность ос одного гнезда значительно увеличивается — от нескольких десятков до нескольких сотен особей. Большинство из них не переживают зиму.
Ближе к осени (в умеренных широтах — в августе) из специальных крупных ячеек появляются самцы и самки. Первое время они находятся в гнезде. Окрепнув, они вылетают из гнезда и спариваются. Самцы вскоре погибают, а самки перезимовывают и весной основывают новые колонии. Осенью, перед холодами, рабочие особи перестают выкармливать и уничтожают оставшихся личинок и куколок. Рабочие особи не перезимовывают и погибают.
У некоторых тропических видов ос могут быть многолетние колонии.

## Паразитизм и бумажные осы

Гнездо бумажных ос

В гнездах общественных ос порой паразитирует целый ряд насекомых: наездники, осы-немки, осы-блестянки, мухи-журчалки. Все они паразитируют на личинках и куколках.
Порой встречаются личинки жуков-кожеедов и настоящих мух, которые питаются остатками пищи, шкурками и трупами личинок и имаго ос.
Существуют среди бумажных ос также и паразитирующие виды, которые гнёзд не строят, и сами паразитируют в гнёздах других видов.